# 伊藤篤志
伊藤 篤志（いとう あつし、2009年7月15日 - ）は、日本の俳優、アイドル。関西ジュニア内男性アイドルグループ・Boys beのメンバー。また、かつて関西ジャニーズJr.として活動していた伊藤翔真は実の兄。
大阪府出身。STARTO ENTERTAINMENT所属。

## 出演
グループでの出演はジャニーズJr.#Boys beを参照。個人での出演のみ記載。

### テレビドラマ
- 年下彼氏 第12話「クロネコの宅配便」（2020年5月17日、朝日放送） - 主演・柚 役[5]
  - 年下彼氏2 episode12「ぼくらの推し活」（2024年11月24日、朝日放送） - 主演・聡太 役（山中一輝とW主演）[6][7]
- すきすきワンワン!（2023年1月24日 - 3月28日、日本テレビ） - 雪井炬太郎（幼少期） 役[8]

### テレビ番組
- サタデープラス（2019年10月5日 - 2020年3月28日、毎日放送）-「初めての一口」コーナーに兄の伊藤翔真とレギュラー出演[4]
- 24時間テレビ48 愛は地球を救う（2025年8月30日・31日〈予定〉、日本テレビ） - ytvサポーター[9]

### CM
- ひらかたパーク（2020年3月 - 9月）[10][11]